# PORNO GRAFFITTI BEST ACE
『PORNO GRAFFITTI BEST ACE』（ポルノグラフィティ・ベスト・エース）は、ポルノグラフィティのベスト・アルバム。2008年10月29日にSME Recordsより『PORNO GRAFFITTI BEST JOKER』と同時リリースされた。

## 概要
前作『PORNO GRAFFITTI BEST RED'S』『PORNO GRAFFITTI BEST BLUE'S』から約4年ぶりとなるベストアルバム。
2008年9月にデビュー（1999年9月）から9年が経つと同時に、10年目に突入したことを記念してのリリースとなった。構成は、「シスター以降のシングル7曲＋人気曲（アルバム曲）5曲（『THUMPχ』 『m-CABI』 『ポルノグラフィティ』）＋新曲1曲」の13曲となっており、シングル曲は全てシングルバージョンが収録されており、全曲リマスタリングされている。
新曲にはPVが製作された。アルバム曲のPVが製作されたのは、『ポルノグラフィティ』の収録曲「ベアーズ」に収録）に次いで2度目である。
ジャケットではメンバーがレスラーマスクを被っており、『ACE』は昭仁である。
初回限定盤にはプレゼント応募ハガキと応募券が封入されており、『ACE』と『JOKER』の両作購入者は懸賞に応募できるようになっていた。
2009年1月から5月まで、2作品を携えたライブツアー『10thライヴサーキット "ロイヤル ストレート フラッシュ"』が敢行された。
プロデューサーのak.hommaが作曲を担当した楽曲は本作収録の新曲を最後に、2011年3月2日発売のシングル曲「EXIT」（晴一との共作）まで2年4か月にわたって途絶えている。

## チャート成績
発売初週で10.5万枚の売り上げを記録し、11月10日付のオリコン週間アルバムランキングで初登場1位を獲得し、同時リリースされた『PORNO GRAFFITTI BEST JOKER』も初週で10.3万枚を売り上げて、同ランキングで初登場2位を獲得した。アルバムランキングのTOP2独占は、2004年発売の『PORNO GRAFFITTI BEST RED'S』『PORNO GRAFFITTI BEST BLUE'S』（2004年8月16日付）で記録して以来4年3ヵ月ぶりかつ自身2度目であり、TM NETWORKが記録して以来15年2か月ぶりで史上2組目となった。また、ポルノグラフィティのアルバムランキング首位は、2005年発売の『THUMPχ』以来3年半ぶりで3作目となる。

## 収録曲
- 既発曲の詳細は各項目を参照。

| 全編曲: ak.homma、Porno Graffitti。 |                              |           |           |       |
| #                                   | タイトル                     | 作詞      | 作曲      | 時間  |
| 1.                                  | 「ハネウマライダー」         | 新藤晴一  | ak.homma  | 4:49  |
| 2.                                  | 「ギフト」                   | 新藤晴一  | 岡野昭仁  | 4:37  |
| 3.                                  | 「ネオメロドラマティック」   | 新藤晴一  | ak.homma  | 3:50  |
| 4.                                  | 「ライン」                   | 新藤晴一  | 岡野昭仁  | 4:29  |
| 5.                                  | 「黄昏ロマンス」             | 新藤晴一  | 新藤晴一  | 4:59  |
| 6.                                  | 「NaNaNa サマーガール」      | 新藤晴一  | 新藤晴一  | 4:01  |
| 7.                                  | 「東京ランドスケープ」       | 岡野昭仁  | ak.hommma | 5:05  |
| 8.                                  | 「Please say yes, yes, yes」 | 新藤晴一  | 新藤晴一  | 3:56  |
| 9.                                  | 「Winding Road」             | 岡野昭仁  | 岡野昭仁  | 4:55  |
| 10.                                 | 「あなたがここにいたら」     | 新藤晴一  | ak.hommma | 4:06  |
| 11.                                 | 「We Love Us」               | 新藤晴一  | 岡野昭仁  | 4:36  |
| 12.                                 | 「そらいろ」                 | 岡野昭仁  | 岡野昭仁  | 5:38  |
| 13.                                 | 「A New Day」                | 新藤晴一  | ak.hommma | 4:00  |
| 合計時間:                           | 合計時間:                    | 合計時間: | 合計時間: | 59:01 |

### 楽曲解説
1. 「ハネウマライダー」
20thシングル。
2. 「ギフト」
25thシングル。アルバム初収録。
3. 「ネオメロドラマティック」
17thシングル「ネオメロドラマティック／ROLL」の1曲目。
4. 「ライン」
6thアルバム『m-CABI』収録。
5. 「黄昏ロマンス」
16thシングル。5thアルバム『THUMPχ』では次トラック「Twilight, トワイライト」とクロス・フェードする形で収録されていたが、本作はそのままフェード・アウトする（シングル収録テイク）。
6. 「NaNaNa サマーガール」
18thシングル。
7. 「東京ランドスケープ」
5thアルバム『THUMPχ』収録。
8. 「Please say yes, yes, yes」
7thアルバム『ポルノグラフィティ』収録。7thアルバム『ポルノグラフィティ』では前トラック「ロックバンドがやってきた」とクロス・フェードする形で収録されていたが、本作では修正されている。
9. 「Winding Road」
21stシングル。
10. 「あなたがここにいたら」
23rdシングル。アルバム初収録。
11. 「We Love Us」
5thアルバム『THUMPχ』収録。
12. 「そらいろ」
7thアルバム『ポルノグラフィティ』収録。
13. 「A New Day」
新曲。富士重工業『スバル・インプレッサ』TV-CMソング。（2008年10月 - ）